# Philippe Vatuone
Philippe Vatuone (Sète, 13 aprile 1962) è un ex ginnasta francese.

## Palmarès
- Giochi olimpici

Los Angeles 1984: bronzo nel corpo libero.